# Augaptilus glacialis
Augaptilus glacialis är en kräftdjursart som beskrevs av Georg Ossian Sars 1900. Augaptilus glacialis ingår i släktet Augaptilus och familjen Augaptilidae. Inga underarter finns listade i Catalogue of Life.